# 佟明涛
佟明涛（1954年9月—），男，辽宁人，中华人民共和国外交官，曾任中华人民共和国驻立陶宛共和国特命全权大使和中华人民共和国驻摩尔多瓦共和国特命全权大使。

## 生平
1977年，赴荷兰莱顿大学进修。1979年，进入中华人民共和国外交部工作，先后在驻荷兰大使馆、外交部美洲大洋洲司、驻苏里南大使馆、外交部拉丁美洲和加勒比司、外交部西欧司任职。1999年，任外交部监察局纪监员。2001年，任外交部监察局参赞。2004年，任外交部监察局局长。2009年1月，出任中华人民共和国驻立陶宛大使。2012年1月，出任中华人民共和国驻摩尔多瓦大使。2015年7月，自驻摩尔多瓦大使离任。后任南南合作促进会副会长。

## 家庭
已婚，有一子。

## 荣誉
- 荣誉勋章（2015年7月3日）-促进摩中两国人民相互了解和友好交流[6]。